# Drapelul Andorrei

Drapelul Andorrei.

Drapelul național al Andorrei a fost adoptat în 1866. Drapelul este un tricolor albastru, galben și roșu, cu stema Andorrei în centru. Cele trei culori verticale ale steagului Andorrei au fost preluate de la steagul francez, cel catalan și cel al principilor de Foix. Sub stemă se află deviza, în limba latină: VIRTVS VNITA FORTIOR, citit: « Virtus unita fortior »: „Virtutea unită este mai puternică”.